# 我們的勇氣～未滿都市
《我們的勇氣～未滿都市》（日語：ぼくらの勇気 未満都市）是日本電視台1997年10月18日至12月20日於週六晚間時段播出的電視劇，由KinKi Kids的堂本光一與堂本剛主演。此劇亦是嵐出道前的相葉雅紀與松本潤首次出演的電視劇。
主題標語為：
- 「一切都失去了。最終，我們卻發現了重要的事物。」（本篇）
- 「自那之後過了20年。如今『重逢的約定』實現了。」（特別篇）

在播出約 20 年後，2017年7月21日，續集《我們的勇氣～未滿都市2017》在 Kinki Kids 出道20週年企劃中以特別篇呈現。

## 劇情概要
千葉縣的幕原地區傳出了大地震的消息。大和（堂本光一飾）因為擔心好友貴一（小原裕貴飾）的安危而決定隻身前往，途中遇到了自稱為救災志願者的尊（堂本剛飾），兩人結伴同行。
然而，當他們闖入被封鎖的幕原地區，才發現地震是政府所製造的假消息；實際上發生了不明微生物「T幕原型」污染造成的生物性危害，導致城市只剩下未成年的倖存者，並被政府以武力隔離。大和與尊在這個缺乏糧食且沒有大人的混亂都市中，努力建立秩序，並與政府對抗......。
最後一集，他們做下了「20年後於幕原再次見面」的約定，並於20年後的2017年再次見面。

### T-幕原型
污染幕原市的不明微生物。形狀像英文字母T，透過皮膚接觸傳染。成年人感染後，會產生雙手冰冷、身體虛弱的症狀，並在數小時內死亡。
即使是未成年人感染，在成年後也會死亡，從產生症狀到死亡大約有兩天的時間。此外，失去抵抗力的年齡存在個人差異，有些人會在19歲就死去，也有在20歲後仍存活一段時間的人。
實際上，這是糧食自給率低下的日本政府所研究的微生物，具有使農作物急速生長的特性。為了避免其促進人體細胞成長（老化），政府在大氣層外的人造衛星上進行研究。人造衛星接觸到隕石，並墜落於幕原地區，造成了這次的災害事件。
政府對外宣稱，幕原地區發生了大地震，並封鎖城市。同時，他們對幕原地區內的人聲稱「新種微生物隨著隕石一起落下」，以這兩種消息來隱瞞真相。
在還沒找到有效治療方法前，前指揮官柴崎抱著一死了之的心態進入幕原，卻沒有死亡，調查結果發現其身上的微生物已經滅亡。由於反覆進行耐寒實驗，微生物產生了變異，變成了不耐寒的狀態。微生物滅絕後，幕原地區終於解封，生還者328人。
在特別篇中，發現微生物在地下復活，至今仍無有效對策。但在圖書館的建設被中止後，海外研究人員終於開發出疫苗，並正在研製中。

### 幕原地區
千葉縣的沿海地區。在隕石墜落以前，這裡是一個現代住宅區。災難爆發後，整個城市被長達16公里的高牆圍繞，入口的大門由持槍的自衛隊隊員看守；每天由直升機運送食物一次，但數量嚴重不足，導致城內爭奪與暴力發生。電力與自來水被切斷，孩子們群居於廢棄的房屋中。幕原地區的孩子們將這裡稱為「未滿都市」，並製作了一面國旗，上面畫有代表「未滿」成年年齡的「< 20」之文字。
20年後，該城市進行了重建工程，預計在衛星墜毀處建造一座圖書館。最終，圖書館的建設因劫車事件而中止，並在舊址上建了一座紀念碑，以紀念死者。

## 角色介紹

### 主要人物
新藤 大和（ヤマト）：堂本光一
本作主角，18歲。名古屋一所升學學校的學生，父母經營一家小超市。因為擔心友人貴一，而獨自前往幕原。在路上遇見尊，並被捲入了國家機密事件中。對鯖魚過敏，會起蕁麻疹。

滝川 尊（タケル）：堂本剛
本作另一位主角，有志於法律的18歲學生。以關西腔說話。表面上來幕原作志工，實際上是來尋找住在幕原的妹妹。在與政府的對抗中，作為參謀支持著大和。

百合（ユーリ）：宝生舞
本作女主角。身上帶著從已故警察偷來的槍械，周圍的人都很害怕她。打扮成男性，用槍威脅別人交出糧食，為弱小的孩子保障食物。對柴崎非常不信任。
實際上是柴崎的女兒，因母親在混亂中被槍殺，而對其懷恨在心。最終感染了T-幕原型，並與柴崎和解，享年20歲。20年後，她的墳上豎立了一座電話亭。

原 貴一→岡本 貴一（キイチ）：小原裕貴
大和的朋友，18歲。起初和其他少年一樣，為生存而偷竊和打架。但他被大和的善良感動，重新與他建立友誼。幕原解封後，被一對年老夫婦收養。
20年後，他結婚並且有孩子了，擔任高速公路巴士司機。

誠（マコト）：穴沢真啓
16歲。收到人工衛星碎片的其中一人，20年後並沒有再出現。

岩永 彰（アキラ）： 相葉雅紀
15歲。起初與誠一同行動，並敲詐大和。逐漸加入大和陣線，在與政府的戰鬥中也是如此。
後來成為一名合格的一級建築師，並計劃在幕原衛星墜落處建造圖書館。

江口 杜生（モリ）： 松本潤
與百合一起行動的10歲少年，促使她與大和等人和解。心地善良，但意志薄弱，經常成為被欺負的對象。養了一隻叫Riki的狗，並有一個姊姊住在幕原外面。在隕石墜落的地方，發現了一朵神秘的花。
20年後，經營一家義大利餐廳。

松元 鈴子（スズコ）： 矢田亜希子
大和的戀人，18歲。擔心大和的安危，並相信他仍活著，於是闖進了幕原。
離開幕原後，大和擔心關於倖存者的傳言會影響她，因而與她疏遠。她嫁給了另一個男人，並在幕原建立了家庭。但她的丈夫在圖書館興建的過程中死於爆炸，留下她獨自撫養5歲的兒子惠太。

龍（リュウ）：徳山秀典
不良少年團體的領袖，在領導地位上屢次與大和產生衝突。肆無忌憚地使用暴力，以刀刺傷了貴一。但在選舉中，以33票比237票慘輸於大和。從無線電搶奪事件開始，以其力量協助大和一行人。

### 幕原地區對策本部
柴崎：白竜
對策本部部長，45歲。雖然總是因為冷漠的舉止而遭少年們反感，但他逐漸開始表現出理解，並應大和的要求提供食物。
實際上是百合的父親，妻子在城市封鎖時被自衛隊槍殺。離開對策本部後，與百合重逢，決定與她同歸於盡。試圖告訴大和等人真相時，被特種部隊從背後狙擊並強行帶走。

次官：加納典明

森岡：石丸謙二郎
柴崎離開之後繼任的對策本部部長。無情而殘忍，優先考慮上級命令，完全停止糧食供應。發現微生物滅亡後，對外宣稱找到治療方法，並進行虛假的治療表演。大和等人投降時，他無法理解並露出困惑的表情。

### 幕原復興本部（特別篇）
左山：向井理
副部長，37歲。對幕原的重建有強烈的願望，為了不讓工程停擺而使出強硬手段。
實際上，他的童年居住於幕原，衛星墜落當天與家人外出，逃過了感染和封鎖。最後接受了與大和等人的交易，中止了圖書館的建設。

真壁：山內圭哉

長沼：山口馬木也
幕原復興本部部長。對佐山的意見有點不知所措。

右巻：飯田基祐
副部長。提議取消圖書館的建設，遭到佐山反對。

### 其他人物
優奈：早見朱莉
瀧川律師事務所的兼職員工。

高木：道枝駿佑（小傑尼斯）
東駒形中學3E班的學生，沈迷網路遊戲，14歲。在網路上的收入比大和還要多，因此不打算面對現實中的中學考試。網路暱稱為「Swan」。
得知T-幕原型的存在後，召集未成年網友，跟隨大和等人去採集受污染的地下水。

風間：千葉雄大
一級建築師。彰的後輩。
- 探望兒子的父親 - 加藤善博
喬裝成自衛隊進入幕原尋找兒子的男性。在觸碰到兒子的當晚，就因感染而死。
- 薰（カオル） - 田中丈資
原為龍一夥的成員，經常受欺負的少年。雖然受到杜生的幫助，最後仍回到龍的身邊。此後，為百合擋下杜生刺來的刀，並表示「不想被欺負，也不想做欺負人的人」。
- ナイキ - 荒井賢太
- タカコ - 馬場喬子
- 禮志（レイジ） - 森省二
沒有成功完成夢想的音樂家少年。已滿20歲，雙手逐漸出現冰冷等症狀。將吉他與自作曲（插入歌「風のない街」）教給了尊。最後，在吉他與尊的歌聲中嚥下最後一口氣。
- 柴崎的部下 - 市川勉
- 受感染的自衛隊員 - 野添義弘
- 藥局老闆 - 徳井優
- 警官 - 高松英郎
- 柴崎的同事 - 光石研
- 百合的母親 - 根岸季衣
在封城逃跑之際，被自衛隊員槍擊死亡。百合怨恨柴崎的主因。
- 政府職員 - ふせえり
- 三上 - 永澤俊矢
自由雜誌記者。為了調查幕原的真相，將大和與尊帶至柴崎所在的醫院。
- 電視局的製作人 - 彦摩呂
- 道徳教師 - 青木源太（SP）
大和的同事。
- 薔薇太陽 - 富田望生（SP）
- 尾行者 - 中村祐志（SP）
- 風俗嬢 - 松本まりか（SP）
- 外遇的丈夫 - 上島竜兵（SP）
- 鳥居 - 久世星佳（SP）
- 男性キャスター - 小倉淳（SP）
- 女性教師 - 朝倉えりか（SP）
- 西口 - 麻倉じゅん（SP）
特殊班的部下。
- 39 - 間中斗環（SP）
高木在網路上的好友。
- 少女 - 絢梨（SP）
高木在網路上的好友。
- 真壁的部下 - 土師正貴（SP）

## 工作人員

### 本篇
- 編劇 - 遠藤察男、小原信治
- 主題歌 - KinKi Kids「與其被愛，不如愛人」
- 劇中歌 -「風のない街」
- 音楽 - 曾田茂一 / 小林隆一、小林悦子
- 撮影 - 唐沢悟、市川正明、志村泰史、斑目重友、遠藤慎治
- 導演 - 堤幸彦、池田健司
- 製作 - 日本電視台

### 特別篇
- 編劇 - 二木結希、小原信治
- 主題歌 - KinKi Kids「與其被愛，不如愛人」
- 挿入歌 - 滝川タケル「風のない街」
- 音楽 - 曾田茂一
- 音楽プロデュース - 茂木英興
- サウンドデザイン - 石井和之
- Special Thanks - 志田博英
- 撮影 - 斑目重友、宮澤一央
- 法律監修 - 石井宏之、島村海利
- 科学監修 - 岩尾徹
- 導演 - 堤幸彦
- 製作 - 日本電視台

## 播出日程

### 本篇
| 章                                                                           | 首播日         | 标题        | 编剧     | 导演     | 收视率 |
| ---------------------------------------------------------------------------- | -------------- | ----------- | -------- | -------- | ------ |
| 第1章                                                                        | 1997年10月18日 | 大地震      | 遠藤察男 | 堤幸彦   | 18.4%  |
| 第2章                                                                        | 10月25日       | 再会        | 遠藤察男 | 堤幸彦   | 17.0%  |
| 第3章                                                                        | 11月01日       | 脱出        | 遠藤察男 | 堤幸彦   | 15.6%  |
| 第4章                                                                        | 11月08日       | 守る決意    | 小原信治 | 堤幸彦   | 14.8%  |
| 第5章                                                                        | 11月15日       | ヤマト 外へ | 遠藤察男 | 池田健司 | 17.6%  |
| 第6章                                                                        | 11月22日       | 生きる証    | 遠藤察男 | 堤幸彦   | 16.6%  |
| 第7章                                                                        | 11月29日       | 臨時政府    | 遠藤察男 | 堤幸彦   | 16.8%  |
| 第8章                                                                        | 12月06日       | ユーリの死  | 小原信治 | 池田健司 | 16.2%  |
| 第9章                                                                        | 12月13日       | 解放        | 小原信治 | 堤幸彦   | 18.1%  |
| 最終章                                                                       | 12月20日       | 最後の勇気  | 遠藤察男 | 堤幸彦   | 17.4%  |
| 平均視聴率 16.8%（視聴率はビデオリサーチ調べ、関東地区・世帯・リアルタイム） |                |             |          |          |        |

### 特別篇
| 首播日        | 标题 | 编剧              | 导演   | 收视率 |
| ------------- | --- | ----------------- | ------ | ------ |
| 2017年7月21日 | あの伝説のドラマが20年ぶり奇跡の復活！ あの頃の熱い友情が再集結… 大人になった彼らが7万人の命を救う ドンデン返し連続の総力戦!! | 二木結希 小原信治 | 堤幸彦 | 10.0%  |

## 獲得獎項
- 第15屆 日劇學院賞
  - 攝影獎

## 相關產品

### 錄影帶
Bop 共發行了五卷錄影帶。然而由於當時未成年暴力事件頻發，直到播出一年後才發行。

### DVD・Blu-ray
DVD-BOX 和 Blu-ray BOX 於 2017 年 7 月 19 日發行 。

### 串流平台
2017年7月21日《我們的勇氣～未滿都市 2017》播出之前，付費串流平台Hulu從同年7月1日開始上架1997版作品，從第一話開始依次發行。
- 《我們的勇氣～未滿都市》小说：紫苑薫 ISBN 978-4820396802

## 備註
1. ↑  ぼくらの勇気 未満都市(シティ) （页面存档备份，存于）コトバンク
2. ↑  . cinemacafe.net. イード. 2017-06-20  [2022-07-31]. （原始内容存档于2022-12-15）.
3. ↑  .   [2022-12-15]. （原始内容存档于2022-12-15）.
4. 1 2  . マイナビニュース. 2017-05-14  [2017-07-20]. （原始内容存档于2022-12-15）.
5. ↑  . スポニチアネックス. 2017-07-24  [2017-07-24].[]
6. ↑  . 音楽ナタリー. 2017-06-20  [2017-06-20]. （原始内容存档于2022-12-15）.
7. ↑  . サンケイスポーツ. 2017-06-20  [2017-06-20]. （原始内容存档于2022-12-15）.

## 外部連結
- ぼくらの勇気〜未満都市 - 日本テレビ - ウェイバックマシン（1998年2月8日アーカイブ分）
  - あらすじ （页面存档备份，存于）
  - 互联网电影数据库（IMDb）上《Bokura no yûki - Miman toshi》的资料（英文）
- 金曜ロードSHOW!特別ドラマ企画「ぼくらの勇気 未満都市2017 （页面存档备份，存于）（日本テレビ公式サイト）
- 金曜ロードSHOW!特別ドラマ企画「ぼくらの勇気 未満都市2017 - ウェイバックマシン（2017年7月24日アーカイブ分）（日テレオンデマンド）
- 【公式】ぼくらの勇気 未満都市2017的X（前Twitter）
- ぼくらの勇気 未満都市2017的Facebook專頁